# Mackenzie (förnamn)
Mackenzie är namnet på en skotsk klan och därmed ett traditionellt skotskt efternamn. Det kan även var ett förnamn.

## Personer med förnamnet Mackenzie (urval)

### Män
- Mackenzie Bowell (1823–1917), kanadensisk politiker, konservativ
- Mackenzie Crook (född 1971), brittisk skådespelare
- Mackenzie King (1874–1950), kanadensisk politiker, liberal
- Mackenzie Skapski (född 1994), kanadensisk ishockeymålvakt

### Kvinnor
- Mackenzie Foy (född 2000), amerikansk fotomodell och barnskådespelare
- Mackenzie Rosman (född 1989), amerikansk skådespelare